# Brenthis transcaucasica
Brenthis transcaucasica är en fjärilsart som beskrevs av Wnukowsky 1929. Brenthis transcaucasica ingår i släktet Brenthis och familjen praktfjärilar. Inga underarter finns listade i Catalogue of Life.